# Księga mego dziada Korkuta

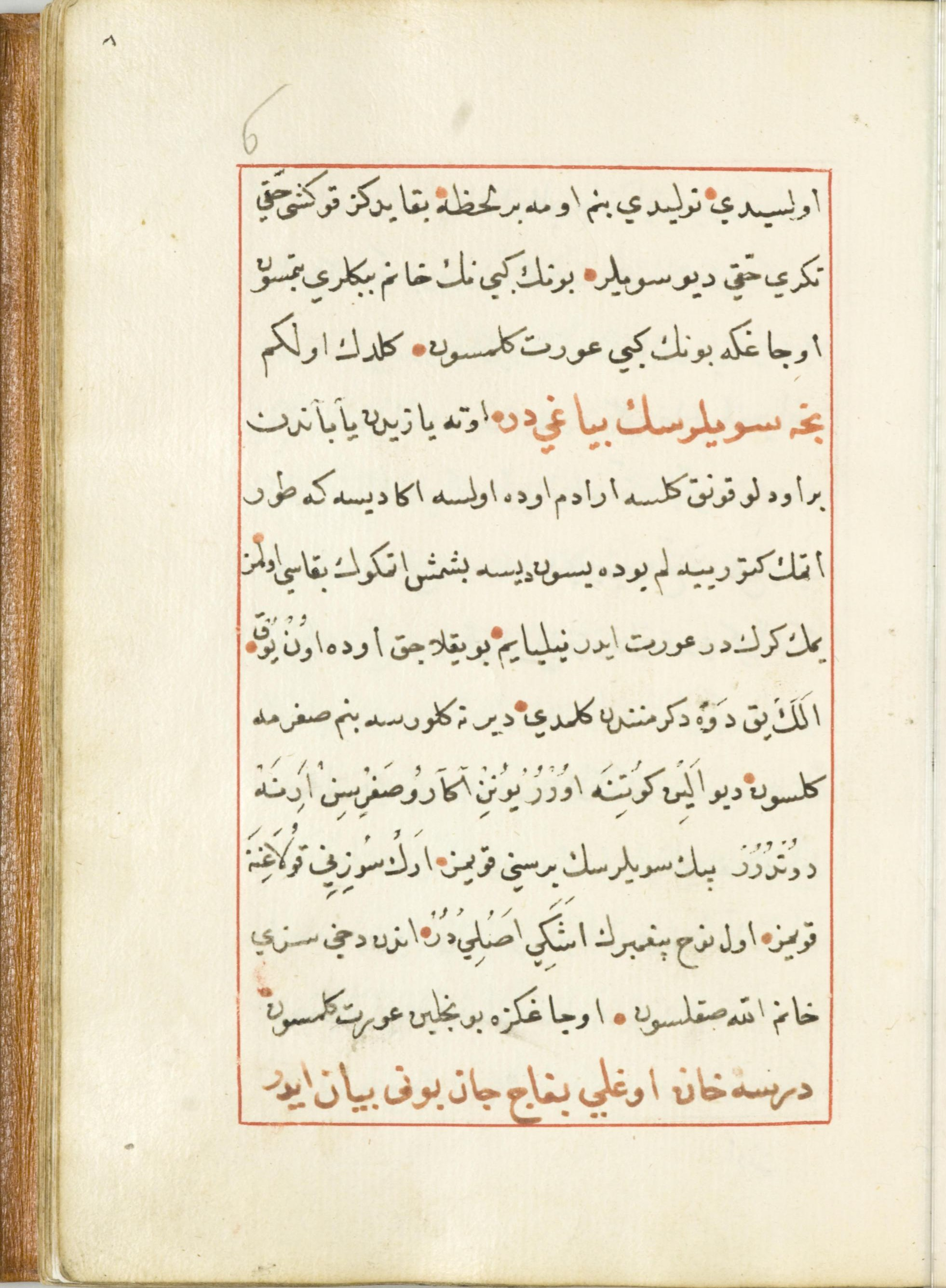
Początek pierwszego rozdziału. Rękopis drezdeński.

Księga mego dziada Korkuta (azer. کتاب دده قورقود tur. Dede Korkut Kitabı) – najsłynniejsza spośród epickich opowieści Oguzów. Utwór został przetłumaczony na wiele języków. W 2015 roku ukazało się jego polskie tłumaczenie na podstawie rosyjskiego przekładu Wasilija Bartolda. Wydano je z okazji 540-lecia nawiązania i 20-lecia odrodzenia azerbejdżańsko-polskich stosunków dyplomatycznych, a tłumaczem był Jerzy Lubach. W listopadzie 2018 roku epicka kultura, opowieści ludowe i muzyka Dziadka Korkuta zostały wpisane na Listę reprezentatywną niematerialnego dziedzictwa kulturowego ludzkości UNESCO na wniosek Azerbejdżanu, Kazachstanu i Turcji

## Historia
W XVIII i XIX wieku Biblioteka Królewska w Dreźnie nabyła dużą partię arabskich rękopisów. Wśród nich znalazł się rękopis Księgi mego dziadka Korkuta. Po raz pierwszy informacja o nim została zapisana w pochodzącym z ok. 1750 roku ręcznie pisanym katalogu Carla Augusta Scheurecka Codices Manuscripti Orientales. Manuskrypt był jednym z 278 orientalnych rękopisów, a bibliotekarz nadał mu niemiecki tytuł Leben und Taten des Dede Korkut in oghusischer Sprache. Kolejna wzmianka o manuskrypcie pojawiła się w 1793 roku w katalogu wybranych rękopisów opublikowanym w czasopiśmie Memorabilien przez Johanna Jacoba Reiske, a noszącym tytuł Manuscriptorum CXXXV Orientalium Bibliothecae Electoralis Dresdensis Catalogus. Heinrich Friedrich von Diez w 1814 roku pozyskał kopię działa (obecnie znajduje się ona w Bibliotece Państwowej w Berlinie). W wydanej w dwóch tomach (w 1811 i 1815 roku) publikacji Denkwürdigkeiten von Asien umieścił oryginalny tekst i tłumaczenie na język niemiecki jednego z opowiadań.
Księgę mego dziada Korkuta opisał również w katalogu Catalogus codicum manuscriptorum orientalium Bibliothecae Regiae Dresdensis opublikowanym w 1831 roku w Lipsku orientalista Heinrich Leberecht Fleischer. Obecnie manuskrypt jest przechowywany w Sächsische Landesbibliothek – Staats-und Universitätsbibliothek (SLUB) w Dreźnie. Rękopis ten zawiera pełny tekst Księgi mego dziada Korkuta.
W 1859 roku został skopiowany przez Theodora Nöldeke, który zamierzał go opublikować. Ponieważ nie radził sobie z tłumaczeniem zachęcił do pracy nad rękopisem rosyjskiego orientalistę Wasilija Bartolda, który w 1892 roku przyjechał do Strasburga.  Pod koniec XIX i XX wieku opublikował on tłumaczenia kilku opowiadań z księgi, a tłumaczenie całej księgi ukończył w maju 1922 roku. Nie zostało ono jednak opublikowane za jego życia, a dopiero w 1962 roku.
Drugi manuskrypt z połową tekstu został w 1950 roku odkryty w Bibliotece Watykańskiej przez włoskiego turkologa Ettore Rossi. Wydal jego faksymile i włoskie tłumaczenie. Rękopis ten zawiera opowiadania I, II, III, IV, VII i część XII.
W listopadzie 2018 roku w irańskiej miejscowości Gonbad-e Kawus odkryto rękopis z tekstem Księgi..., który ma 31 kart. Nie zachowała się karta z tytułem. Rękopis został kupiony w Teheranie po irańskiej rewolucji islamskiej przez kolekcjonera Veli Muhammada Hodżę. Sporządził on jego cyfrową kopię i szukał informacji na jego temat. Rękopis rozpoznał profesor Metin Ekici pracujący na Ege Üniversitesi w Izmirze.

## Tekst
Pomimo że dwanaście opowiadań, które składają się na większość pracy zostało spisanych po przejściu Turków na islam, a bohaterowie są często przedstawiani jako dobrzy muzułmanie, podczas gdy złoczyńcy są określani jako niewierni, w tekście jest wiele odniesień do przed islamskich wierzeń. Postać  dziadka Korkuta, który jest znanym wróżbitą scala opowieści, a w trzynastym rozdziale książki znalazły się przypisywane mu powiedzenia. Według perskiego historyka Raszidoddina Dziadek Korkut był prawdziwą postacią. Teksty opowiadające o wojownikach i bitwach prawdopodobnie powstały na bazie konfliktów pomiędzy Oguzami, Pieczyngami i Kipczakami. Książka opisuje również bardzo szczegółowo różne zajęcia sportowe starożytnych ludów tureckich. Znajdziemy tu opis dyscyplin sportowych uprawianych przez Turków, zarówno mężczyzn, jak i kobiety, jazdy konnej, łucznictwa, cirit (rzut oszczepem), zapasów i polo, które są uważane za tureckie sporty narodowe.
Tytuły opowiadań nadane przez polskiego tłumacza Jerzego Lubacha:
1. Pieśń o Bogacz–Dżanie, synu Derse–Chana.
2. Pień o tym, jak został rozgrabiony dom Salor–Kazana.
3. Pieśń o Bamsi–Bejreku, synu Kan–Bura.
4. Pieśń o tym jak syn Kazan–Beja, Uruz–Bej został wzięty do niewoli.
5. Pieśń o chwackim Domruku, synu Duka–Kodży.
6. Pieśń o Kan–Turali, synu Kanły–Kodży.
7. Pieśń o Jigeneku, synu Kazyłuk–Kodży.
8. Pieśń o tym, jak Basat zabił Tepe–Geza.
9. Pieśń o Amranie, synu Bekila.
10. Pieśń o Sereku, synu Uszun–Kodży.
11. Pieśń jak Salor–Kazan został wzięty do niewoli i jak jego syn Uruz oswobodził go.
12. Pieśń o tym, jak zewnętrzni Orguzi powstali przeciw Oguzom wewnętrznym i jak umarł Bejrek.

## Datowanie utworu
Dzieło należące do gatunku literackiego nazywanego dastanem powstało w formie przekazu ustnego. Zanim zostało zapisane i opublikowane w formie książkowej było ustnie przekazywane z pokolenia na pokolenie. Badacze różnie datują pierwsze zapisane kopie utworu. Geoffrey Lewis uważa, że stało się to na początku XV wieku. Wyróżnia dwie warstwy tekstu: starszą związaną z ustną tradycją związaną z konfliktami między Oguzami, Pieczyngami i Kipczakami oraz drugą zawierającą odniesienia do XIV-wiecznych kampanii Ak Kojunlu. Przynajmniej jedno z opowiadań zostało zapisane na początku XIV wieku w nieopublikowanym rękopisie w języku arabskim Durar al-Tijan Dawadariego, który powstał w Egipcie między 1309 a 1340 rokiem. Precyzyjne datowanie jest utrudnione z powodu  koczowniczego trybu życia ludów tureckich i ustnej formy przekazu tekstu. W trakcie którego narrator mógł dokonywać zmian i uzupełnień, aż do momentu zapisu przez dwóch szesnastowiecznych skrybów, którzy są autorami najstarszych zachowanych rękopisów.

## UNESCO
W roku 2000 z inicjatywy Republiki Azerbejdżanu i UNESCO obchodzono 1300 rocznicę Księgi mego dziada Korkuta. W Baku jubileuszowe obchody odbyły się w kwietniu podczas IV szczytu Rady Współpracy Państw Języków Tureckich. Z tej okazji w 1999 roku Narodowy Bank Azerbejdżanu wybił złote i srebrne monety kolekcjonerskie. W listopadzie 2018 roku epicka kultura, opowieści ludowe i muzyka Dziadka Korkuta zostały wpisane na Listę reprezentatywną niematerialnego dziedzictwa kulturowego ludzkości UNESCO na wniosek Azerbejdżanu, Kazachstanu i Turcji.

## Tłumaczenia
W Turcji trzy wydania Księgi opublikował Muharrem Ergin. Dwutomowe działo zawierające tekst (1955) oraz indeks i gramatykę (1963) wydało Stowarzyszenie Języka Tureckiego w Ankarze. W 1964 roku ukazało się jednotomowe wydanie ze słowniczek średniowiecznego języka tureckiego, które stało się najbardziej popularną wersja utworu w dzisiejszej Turcji. W 1969 roku ukazała się kolejna wersja tekstu wydana pod patronatem tureckiego Ministerstwa Edukacji Narodowej. Przedmowę do tego wydania napisał ówczesny premier Turcji Süleyman Demirel. W 1958 roku Joachim Hein opublikował w Zurychu niemiecki przekład. Ukazały się również wspomniane wcześniej tłumaczenie utworu na język włoski i rosyjski.
W 2014 roku w Chorzowie w ramach obchodów 600-lecia nawiązania polsko-tureckich stosunków dyplomatycznych Teatr Rozrywki przygotował sztukę na podstawie Księgi... Dumrul Szalony. Z okazji 540-lecia nawiązania i 20-lecia odrodzenia azerbejdżańsko-polskich stosunków dyplomatycznych postanowiono przetłumaczyć i wydać w 2015 roku polskie tłumaczenie Księgi. Z inicjatywą wystąpiła ambasada Azerbejdżanu w Polsce. Polskie tłumaczenie powstało na podstawie rosyjskiego wydania w tłumaczeniu W. Bartholda.